# JAM Project
JAM Project ("JAM" que significa " Japan Animationsong Makers") é uma banda japonesa de anison fundada no ano 2000. A banda é composta por Hironobu Kageyama, Masaaki Endoh, Hiroshi Kitadani, Masami Okui, Yoshiki Fukuyama e o brasileiro Ricardo Cruz. Além dos muitos animes, tokusatsu e canções-tema de videogame que a banda criou em conjunto, cada membro é famoso por suas próprias carreiras solo cantando canções-tema japonesas. JAM Project é conhecido pelas músicas tema de Super Robot Wars, Garo, e One Punch Man.

## Estilo
Como os integrantes têm muita base de rock em suas carreiras, as músicas do grupo tendem a ter um som desse estilo, mas não deixam de explorar outros estilos, como pop e jazz. Bandas que influenciaram os integrantes são diversas, com destaque para bandas de rock dos anos 70 e 80 (como Deep Purple, Aerosmith, e Queen). Aliás, as capas de seus dois primeiros álbuns são homenagens aos álbuns Deep Purple in Rock e Machine Head, do Deep Purple.
Numa entrevista de 2015, Kageyama revelou que a decisão de quem canta qual parte acaba sendo feita por intuição dos integrantes mesmo. Ele também revelou que compõem músicas de anime tendo o estilo da obra em mente.

## História

### 2000-2009: Fundação,Super Robot Wars, Garo, troca de integrantes e primeiros shows fora da Ásia
Endoh e Kageyama tiveram um breve projeto juntos com o nome de Koutetsu Kyodai (algo como "irmãos de metal"). Logo eles se juntaram a Ichiro Mizuki, Rica Matsumoto e Eizo Sakamoto para fundar o JAM Project. A ideia era criar músicas de composições complexas para animes, jogos eletrônicos e tokusatsu, com letras que evocavam o senso de heroísmo comuns aos personagens dessas obras.
Em 2001, lançam "Hagane no Messiah", música para o jogo Super Robot Wars Alpha Gaiden, marcando o início de uma longeva relação entre a franquia Super Robot Wars e a banda, que nos anos seguintes lançou tantas músicas para esses jogos que até renderam duas coletâneas próprias, SUPER ROBOT WARS JAM Project SONGS e Super Robot Wars x Jam Project Opening Theme Collection Album Max The Power.
Em 2002, Hiroshi Kitadani se juntou ao grupo, mas Mizuki deixa o JAM. Um ano mais tarde, Masami Okui e Yoshiki Fukuyama entraram, mas foi a vez de Sakamoto sair.
Em 2005, o brasileiro Ricardo Cruz foi selecionado num concurso no Japão para ser o novo integrante. Essa formação seguiu firme por três anos, quando Matsumoto deixou o JAM em 2008. Desde então, o grupo mantém a formação de 2008, com a participação esporádica de Cruz, que não vive no Japão.
Em 2006, lançaram o single "GARO ~SAVIOR IN THE DARK~", marcando outro longo relacionamento entre a banda e uma franquia, no caso, Garo, para a qual lançam músicas continuamente para novas obras da franquia, com a mais recente sendo lançado em fevereiro de 2024, em composição com Yuki Kajiura.
Nessa época, a banda começou a se apresentar fora da Ásia, vindo inclusive ao Brasil, participando da Anime Friends, evento ao qual retornaria em 2012 e 2013. Desde então, já se apresentaram em diversos outros países fora de seu continente, como Estados Unidos, França, México, Espanha, Peru, Chile, Argentina e Alemanha.
Em 2009, o grupo se juntou a membros do LAZY para fazer a música "Kanjite Knight" para o anime Shin Mazinger Shōgeki! Z Hen, sob o nome "Ultimate Lazy for Mazinger".

### 2010-2024:Reunion,One Punch-Mane documentário
Em 2010, para comemorar a primeira década de existência do grupo, foi feito um show especial chamado Reunion, onde Eizo Sakamoto e Ichiro Mizuki, dois dos membros fundadores que já haviam saído, retornaram para a apresentação.
Em 2015, foram os responsáveis pela música "The Hero!! ~Ikareru Kobushi ni Hi Wo Tsukero~", primeira abertura do anime One Punch-Man. A canção fez muito sucesso pelo mundo, o que pegou os integrantes de surpresa. Ela está inclusa nos álbums Area Z e Thunderbird. Para a segunda temporada, a banda foi novamente convidada para fazer a abertura, desta vez, "Seijaku no Apostle", composta pelo brasileiro Ricardo Cruz (inclusa na coletânea Max the Max). A banda ainda fez músicas para personagens específicos do anime, além da canção "Freaking Out", tema de abertura do jogo One Punch Man: A Hero Nobody Knows.
Em 2017, na campanha de lançamento do álbum Tokyo Dive, a banda lançou um app chamado MOTTO! MOTTO!! App, onde é possível comprar ingressos para shows; acessar vídeos, músicas, podcasts e até apresentações ao vivo. A banda tem um programa de rádio chamado “MOTTO! MOTTO!! Radio”, que também pode ser ouvido no app. Serviços disponíveis apenas no Japão e Taiwan.
Em 2020, ano em que a banda fez 20 anos de existência, uma grande turnê no Japão e em outros países precisou ser cancelada devido a pandemia de COVID-19, mas outras comemorações seguiram em frente, como o lançamento do álbum The Age of Dragon Knights, que contou com participações de artistas como Ali Project, angela, Flow, Granrodeo e até mesma a compositora Yuki Kajiura. Filmagens dessas colaborações podem ser vistas no documentário GET OVER -JAM Project THE MOVIE-, lançado no ano seguinte. O filme também conta com depoimentos sobre o mundo das anisons, envelhecer, e sonhos realizados por causa da banda.
Em 2022, o grupo se apresentou na Arábia Saudita no Anime Village, em Gidá, e lançaram o álbum The Judgement. No mesmo ano, Ichiro Mizuki, membro fundador do JAM Project, faleceu devido a um câncer no pulmão.

## Discografia
Álbuns de estúdio
- JAM First Process (2002)
- Maximizer ~Decade of Evolution~ (2010)
- Thumb Rise Again (2013)
- Area Z (2016)
- Tokyo Dive (2017)
- The Age of Dragon Knights (2020)
- The Judgement (2022)

## Filmografia

### DVDs/Blu-rays
| Título                                                                                 | Detalhes                                                                            | Melhores posições nas paradas |
| Título                                                                                 | Detalhes                                                                            | Oricon                        |
| -------------------------------------------------------------------------------------- | ----------------------------------------------------------------------------------- | ----------------------------- |
| JAM Project 3rd Live Shinkan ~Return to the Chaos~                                     | - Lançado: 1 de janeiro de 2004 - Gravadora: Lantis - Formato: DVD                  | —                             |
| JAM Project 4th Live Victory ~A Once in a Lifetime Chance~                             | - Lançado: 23 de fevereiro de 2005 - Gravadora: Lantis - Formato: DVD               | —                             |
| JAM Project 5th Anniversary Live ~King Gong~                                           | - Lançado: 5 de abril de 2006 - Gravadora: Lantis - Formato: DVD                    | 72                            |
| JAM Project Japan Circuit 2007 ~Break Out~                                             | - Lançado: 4 de julho de 2007 - Gravadora: Lantis - Formato: DVD                    | 42                            |
| JAM Project Japan Flight 2008 ~No Border~                                              | - Lançado: 6 de agosto de 2008 - Gravadora: Lantis - Formato: DVD                   | 27                            |
| JAM Project Hurricane Tour ~Gate of the Future~                                        | - Lançado: 25 de setembro de 2009 - Gravadora: Lantis - Formatos: DVD, Blu-ray      | 32                            |
| JAM Project Live 2010 Maximizer ~Decade of Evolution~                                  | - Lançado: 26 de janeiro de 2010 - Gravadora: Lantis - Formatos: DVD, Blu-ray       | 34                            |
| JAM Project Symphonic Concert 2011 (Victoria Cross)                                    | - Lançado: 22 de outubro de 2011 - Gravadora: Lantis - Formato: DVD                 | —                             |
| JAM Project Live 2011–2012 Go! Go! Going ~Fumetsu no Zipang~                           | - Lançado: 1 de agosto de 2012 - Gravadora: Lantis - Formatos: DVD, Blu-ray         | 69                            |
| JAM Project Premium Live 2013 ~The Monster's Party~                                    | - Lançado: 24 de julho de 2013 - Gravadora: Lantis - Formatos: DVD, Blu-ray         | 67                            |
| JAM Project Live 2013–2014 Thumb Rise Again                                            | - Lançado: 23 de julho de 2014 - Gravadora: Lantis - Formatos: DVD, Blu-ray         | 61                            |
| JAM Project 15th Anniversary Premium Live The Stronger’s Party                         | - Lançado: 11 de maio de 2016 - Gravadora: Lantis - Formatos: DVD, Blu-ray          | 28                            |
| JAM Project Live Tour 2016 Area Z                                                      | - Lançado: 24 de maio de 2017 - Gravadora: Lantis - Formatos: DVD, Blu-ray          | 71 (DVD) 37 (BD)              |
| JAM Project JAPAN TOUR 2017-2018 TOKYO DIVE                                            | - Lançado: 19 de setembro de 2018 - Gravadora: Lantis - Formatos: DVD, Blu-ray      | 60 (DVD) 15 (BD)              |
| GET OVER -JAM PROJECT THE LIVE-                                                        | - Lançado: 28 de janeiro de 2022 - Gravadora: Highway Star - Formatos: DVD, Blu-ray | —                             |
| JAM Project LIVE TOUR 2022 THE JUDGEMENT                                               | - Lançado: 5 de abril de 2023 - Gravadora: Lantis - Formato: Blu-ray                | 20                            |
| "—" denota álbuns que não entraram nas paradas musicais ou não foram lançados no país. |                                                                                     |                               |